# Taebla
Taebla – osiedle (alevik) w Estonii, w prowincji Läänemaa, w gminie Lääne-Nigula. Do 2013 roku ośrodek administracyjny gminy Taebla. W 2020 roku zamieszkane przez 840 osób.

## Urodzeni w Taebli
- Michael Roos – amerykański futbolista i curler[2]
- Kristjan-Jaak Nuudi – estoński operator filmowy[3]
- Kalju-Helmut Hanstein – brydżysta, wiceminister budownictwa w latach 1967-87[4]